# 木見駅
木見駅（きみえき）は、岡山県倉敷市木見にある、西日本旅客鉄道（JR西日本）本四備讃線（瀬戸大橋線）の駅である。駅番号はJR-M10。

## 歴史
- 1988年（昭和63年）3月20日：本四備讃線の開通に伴い開業[1]。
- 2007年（平成19年）
  - 7月18日：ICOCA対応の簡易型自動改札機を設置。
  - 9月1日：ICカード「ICOCA」の利用が可能となる。
- 2009年（平成21年）3月：ホームのかさ上げ工事が完成。

## 駅構造
相対式ホーム2面2線を有する高架駅。分岐器や絶対信号機を持たないため、停留所に分類される。
児島駅管理の無人駅であり、高架下の階段から直接ホームに入る形になっている。ICOCA利用可能駅（相互利用可能ICカードはICOCAの項を参照）で、高架下には、自動券売機（ICOCAチャージに対応）と簡易式の自動改札機がある。2009年（平成21年）3月までにホームのかさ上げ工事が実施された（920 mm → 1,100 mm）。

### のりば
| のりば | 路線       | 方向 | 行先                 |
| ------ | ---------- | ---- | -------------------- |
| 1      | 瀬戸大橋線 | 上り | 茶屋町・岡山方面     |
| 2      | 瀬戸大橋線 | 下り | 児島・高松・丸亀方面 |

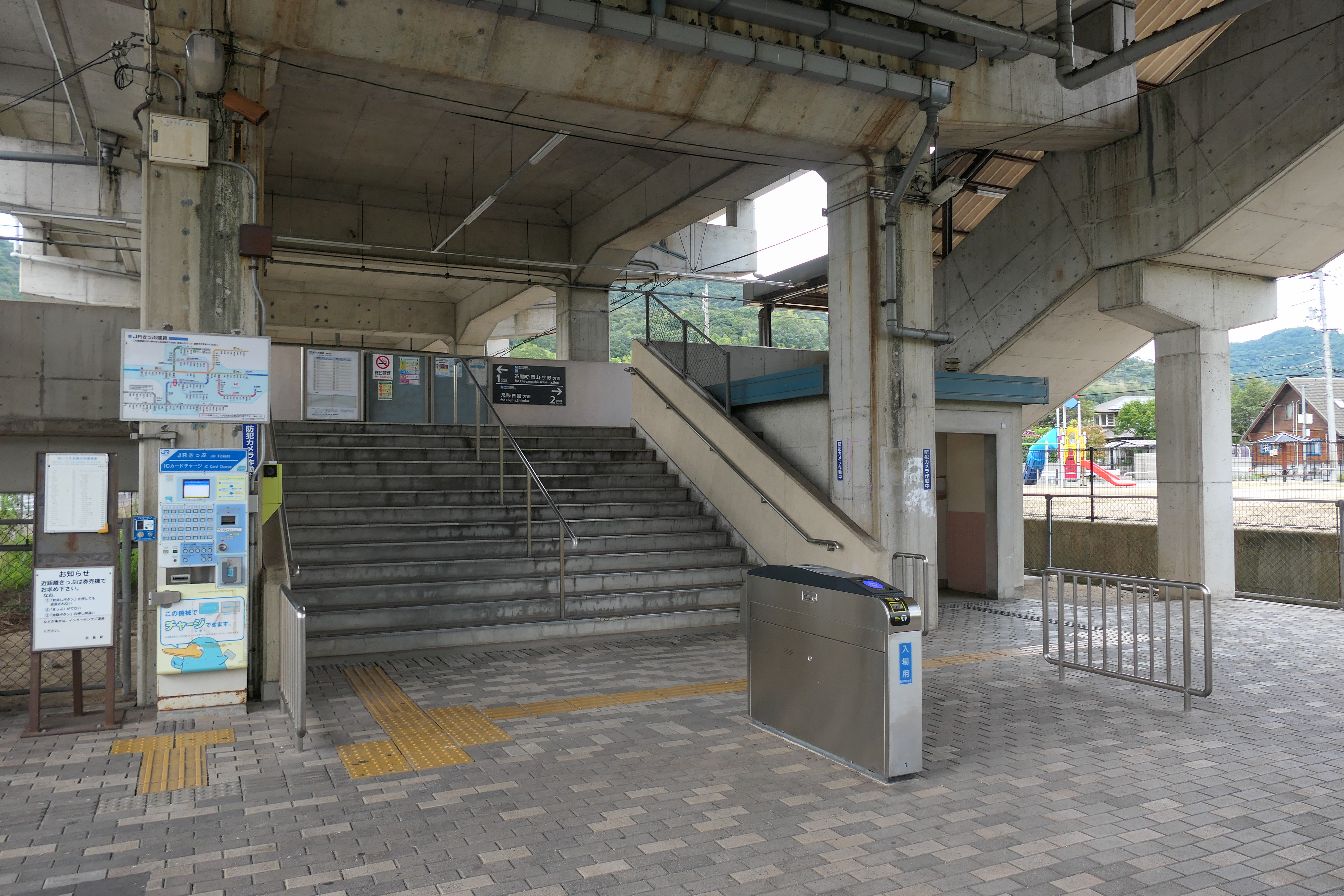
改札口（2022年9月）
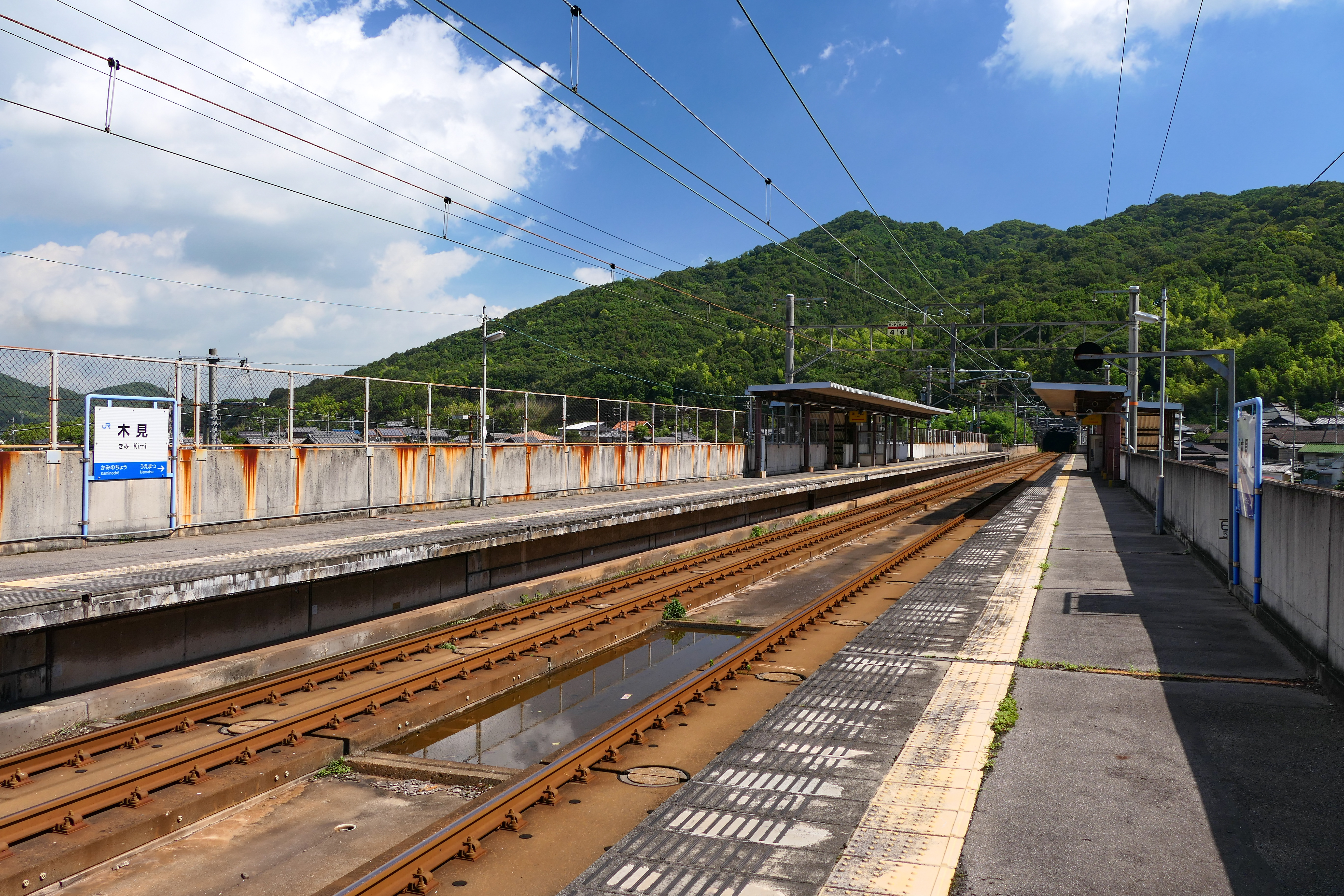
ホーム（2023年7月）
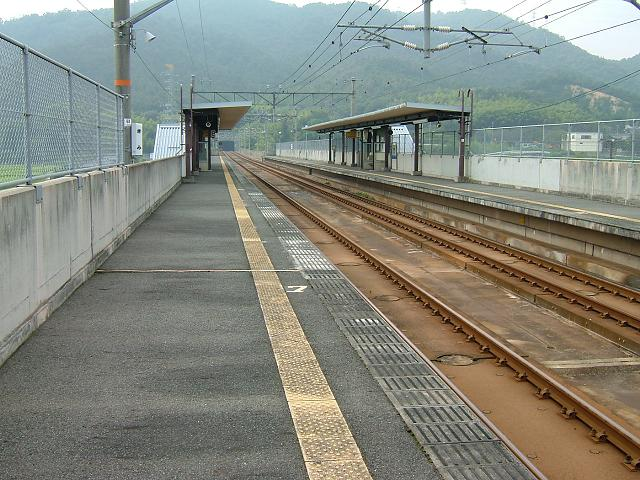
かさ上げ前のホーム（2005年9月）

## 利用状況
1日の平均乗車人員は以下の通りである。
| 乗車人員推移 | 乗車人員推移 |
| 年度         | 1日平均人数  |
| ------------ | ------------ |
| 1999         | 181          |
| 2000         | 176          |
| 2001         | 181          |
| 2002         | 192          |
| 2003         | 193          |
| 2004         | 192          |
| 2005         | 185          |
| 2006         | 158          |
| 2007         | 163          |
| 2008         | 170          |
| 2009         | 185          |
| 2010         | 199          |
| 2011         | 206          |
| 2012         | 196          |
| 2013         | 193          |
| 2014         | 194          |
| 2015         | 201          |
| 2016         | 200          |
| 2017         | 197          |
| 2018         | 195          |
| 2019         | 189          |
| 2020         | 167          |
| 2021         | 167          |

## 駅周辺
- 岡山県道62号玉野福田線
- 木見稲荷磐座
- 頼仁親王墓
- 郷内川
- 森池

## 隣の駅
※快速「マリンライナー」（早朝・深夜の一部のみ当駅に停車）の隣の停車駅は列車記事を参照のこと。
西日本旅客鉄道（JR西日本）
 瀬戸大橋線（本四備讃線）
植松駅 (JR-M09) - 木見駅 (JR-M10) - 上の町駅 (JR-M11)